# Dagsavisen
Dagsavisen (норв. «Щоденна газета») - щоденна газета, що видається в Осло, Норвегія. Колишній партійний орган Норвезької робочої партії, зв'язки з якої послабшали в період з 1975 по 1999 рік. Після того, як газета протягом декількох років була власністю незалежного фонду, з 2016 вона опосередковано належить певним християнським об'єднанням. Газета мала  декілька назв, і називалася «Arbeiderbladet» з 1923 по 1997 роки.

## Історія
«Dagsavisen» була заснована Хрістіаном Холтерманном Кнудсеном в 1884 році під назвою Vort Arbeide («Наша Робота» на архаїчній мові Ріксмол), і була пов'язаний з профспілковим центром Fagforeningernes Centralkomité. Холтерманну Кнудсену також довелося заснувати власну друкарню, оскільки існуючі друковані верстати не хотіли, щоб їх асоціювали з робітничою газетою. Новоспечений проект був затьмарений економічними проблемами, і тягар написання, редагування і друку лежав в основному на Кнудсені. у 1885 нещодавно створена асоціація Socialdemokratisk Forening формально  взяла газету під свій контроль. Назву було змінено з «Vort Arbeide» на «Social-Demokraten» («Соціал-демократ») в 1886 році. У наступному році була заснована Норвезька робітнича партія, і «Соціал-Демократ» стала офіційним друкованим органом партії. Карл Джеппесен зайняв пост головного редактора. у 1894 році газета виходила щодня, та в 1904 році фінансовий баланс був позитивним.
Близько 1920 року у Норвезькій робітничій партії була напружена ситуація. Радикальне крило, очолюване Мартіном Транмаелем та Кірром Греппом, взяло на себе контроль над партією на Національній конвенції 1918 року. Партія приєдналася до Комінтерну. Комінтерну. Як результат, у 1921 році утворилося помірне крило, щоб сформувати Соціал-демократичну робітничу партію. Тим не менше, видання «Соціал-демократ» продовжувало асоціюватися  з Лейбористською партією, оскільки Мартін Транмель став головним редактором у 1921 році. In 1923, the same year as the Labour Party renounced the Comintern and the communist wing broke away, Social-Demokraten changed its name to Arbeiderbladet (lit. 'The Worker Paper') in 1923. The factionalism was contrary to the goal of Christian Holtermann Knudsen, who wanted to unite the fledgling labour movement.
У 1940, під час фашистського вторгнення та подальшої окупації Норвегії, видання газети було призупинено. Лише в 1945 році, після звільнення Норвегії, було відновлено друк «Arbeiderbladet» .
Олаф Ларсен, якого було ув'язнено під час окупації,,став головним редактором в 1949 році. У той час головного редактора обирав національний конгрес Норвезької робітничої партії, і головний редактор був за посадою членом Центрального Комітету партії. Ця практика тривала з головними редакторамиРейдаром Хірсті та Ейнаром Ольсеном, поки її не скасували в 1975 році. З цього моменту рада директорів призначала головного редактора.
Arbeiderbladet формально належала Норвезькій робітничій партії до 1991 року, коли окремо, але пов'язані, особи Норск Arbeiderpresse взяв на себе. Ім'я, що було продиктовано приналежністю до партії, Arbeiderbladet («Робітничий листок») було змінено у 1997 році на нейтральне Dagsavisen («Щоденна газета»). Найбільшим власником є Mushom Invest  (10 %). Stiftelsen Dagsavisen контролює 6 % акцій в Mentor Medier AS. .

## Видання
Газета змінила свій формат на таблоїд в 1990 році, використовуючи до цього формат Берлінер з 1976 року. У 1997 році вона запустила свою Інтернет-версію, а також стала видаватися по неділях. Недільний випуск був припинений у 2007 році через економічні проблеми.
Dagsavisen виходить шість днів на тиждень.
Наклад Dagsavisen в 2009 році складав 28,337, що робить її п'ятою за величиною газетою в Осло, після «Верденс Ганг», «Афтенпостен», Aften, Dagbladet та Dagens Næringsliv.. Її наклад проте є меншим, ніж у таких регіональних та місцевих газет, як  «Bergens Tidende», «Adresseavisen», «Stavanger Aftenblad», «Fædrelandsvennen», «Drammens Tidende», «Romerikes Blad», «Sunnmørsposten» та «Haugesunds Avis».
Девіз газети  - «Nyheter med mening» («Значущі новини»).

## Головні редактори
Головні редактори газети:
- 1884—1886: Christian Holtermann Knudsen
- 1887—1891: Carl Jeppesen
- 1892—1893: Christian Holtermann Knudsen
- 1894—1897: Oscar Nissen
- 1898—1900: Ludvig Meyer
- 1900—1903: Anders Buen
- 1903—1906: Olav Kringen
- 1906—1912: Carl Jeppesen
- 1912—1918: Jacob Vidnes
- 1918—1921: Olaf Scheflo
- 1921—1940: Martin Tranmæl
- 1940—1945: призупинено
- 1945—1949: Martin Tranmæl
- 1949—1963: Olav Larssen
- 1963—1974: Reidar Hirsti
- 1974—1975: Einar Olsen
- 1975—1991: Per Brunvand
- 1991—1994: Arvid Jacobsen
- 1995—2000: Steinar Hansson
- 2001—2004: Hilde Haugsgjerd
- 2005—2009: Carsten Bleness
- 2009—2013: Arne Strand (У той час, як Странд залишила посаду, у газети було два головних редактори)
- 2010—2014: Kaia Storvik (Один редактор з 2013.)